# René Fasel
René Fasel (* 6. února 1950 Fribourg) je bývalý prezident Mezinárodní hokejové federace (IIHF) a bývalý švýcarský hokejista a rozhodčí. Vystudoval stomatologii.
Lednímu hokeji se začal věnovat v žákovském věku; od roku 1960 hrál za HC Fribourg-Gottéron. Později však dal přednost nejprve kariéře rozhodčího a následně hokejového funkcionáře.

## Kariéra
René Fasel pochází ze švýcarského města Fribourg, kde také roku 1960 začal hrát lední hokej v klubu HC Fribourg-Gottéron. Klub opustil roku 1972 a dal se na dráhu rozhodčího, jímž zůstal do roku 1982. Během tohoto období své kariéry řídil mj. 37 mezinárodních utkání. Roku 1982 se stal předsedou komise rozhodčích Švýcarské ligy ledního hokeje. Roku 1985 se stal prezidentem Švýcarské federace ledního hokeje a následujícího roku také členem rady IIHF, kde působil v komisi rozhodčích a v marketingové komisi.
V červnu roku 1994 byl zvolen prezidentem IIHF, kde vystřídal Němce Günthera Sabetzkiho.
V této funkci začal usilovat o vybudování pevnějších vztahů mezi IIHF a kanadsko-americkou Národní hokejovou ligou. V březnu 1995 pomohl vyjednat dohodu, která umožnila účast hráčů z NHL na Zimních olympijských hrách v Naganu roku 1998. Velmi ostře vystupuje proti hokejovým rvačkám.
Roku 1992 se stal členem Švýcarské olympijské asociace a roku 1995 členem Mezinárodního olympijského výboru, jako první zástupce ledního hokeje v historii této organizace. Během svého členství v MOV byl jmenován do různých funkcí, včetně předsednictví Asociace mezinárodních federací zimních olympijských sportů a předsednictví koordinační komise MOV pro Zimní olympijské hry 2010. 7. srpna 2008 byl na 120. zasedání Mezinárodního olympijského výboru jmenován jako zástupce zimních sportů na čtyřleté funkční období do jeho představenstva, kde nahradil Itala Ottavia Cinquantu, prezidenta Mezinárodní bruslařské unie.

## Osobní život
René Fasel je ženatý a má čtyři děti. Na univerzitě ve Freiburgu a v Bernu vystudoval stomatologii. Studia úspěšně ukončil roku 1977. Roku 1997 jej Mezinárodní olympijský výbor pověřil vypracováním studie zabývající se zubní léčbou olympijských sportovců, která byla publikována roku 2005.

## Uznání
V roce 2004 René Fasel obdržel Řád čestné legie, nejvyšší francouzské vyznamenání udělované za výjimečnou službu Francii bez ohledu na národnost oceněného. V témže roce mu byla udělena také ukrajinská cena VIZHIBU za významný přínos rozvoji a popularizaci ledního hokeje. Od roku 2007 je členem Síně slávy slovinského hokeje. Roku 2008 mu Švýcarská federace ledního hokeje, která právě oslavovala sto let svého trvání, udělila Zvláštní cenu za výjimečný přínos švýcarskému hokeji. V listopadu 2011 obdržel René Fasel od tehdejšího prezidenta Ruské federace Dmitrije Medvěděva Řád přátelství (oрден Дружбы), což je nejvyšší ruské státní vyznamenání, které může dostat cizí státní příslušník. V roce 2023 získal ruské občanství.